# Jaakko Pakkasvirta
Jaakko Pakkasvirta (28 de noviembre de 1934 – 23 de marzo de 2018) fue un actor, director y guionista cinematográfico y televisivo finlandés.

## Biografía
Su nombre completo era Jaakko Juhani Pakkasvirta, y nació en Simpele, Finlandia. Graduado en 1953, estudió Humanidades en la Universidad de Helsinki. Se inició en el cine como actor en 1956, y a partir de 1961 fue intérprete, fundamentalmente, en producciones realizadas por Maunu Kurkvaara. Además, Pakkasvirta dirigió entre 1958 y 1962 el Teatro Ylioppilasteatteri, en Helsinki.
Pakkasvirta conoció a Risto Jarva durante el rodaje del cortometraje  de Jarva Työtä Ylioppilasteatterissa (1961). Cuando Jarva comenzó su primer largometraje en 1962, Yö vai päivä, le pidió a Pakkasvirran trabajar con él en labores de dirección. En la siguiente película de la pareja, X-Paroni (1964), contaron también con Spede Pasanen, que colaboró con la dirección y el guion del film. Pakkasvirta interpretó uno de los papeles principales.
Pakkasvirta formó parte de la compañía productora de Jarva, Filminor, participando en los guiones de las películas Onnenpeli (1965) y Työmiehen päiväkirja (1967), siendo protagonista de la primera. Además, Pakkasvirta participó en el rodaje de numerosos documentales cortos realizados por Filminor, tanto como guionista, editor y lector de textos.
Como director de cine independiente, Pakkasvirta debutó en 1968 con Vihreä leski. La película, producida por Filminor, tenía guion de Pakkasvirran, y se integraba en la tendencia social del cine finñlandés de la época. Recibió un premio estatal de 70.000 marcos.
La relación de Pakkasvirta con Filminor llegaron a su fin en 1970. A partir de entonces produjo sus películas con una compañía propia, Filmityö Oy. Rodó Kesäkapina (1970), Niilon oppivuodet (1971) y Jouluksi kotiin (1975) con un estilo cinematográfico similar a sus títulos anteriores. Fueron de carácter histórico Runoilija ja muusa (1978) y Pedon merkki (1981). Basada en una novela de Arto Paasilinna, en 1982 rodó la comedia popular Ulvova mylläri. Linna (1986), se basó en la novela de Franz Kafkan El castillo, no obteniendo un buen resultado de crítica.
Jaako Pakkasvirta falleció en Vantaa, Finlandia, en el año 2018, a causa de un cáncer. Se había casado tres veces, siendo sus mujeres Saara Pakkasvirta entre 1959 y 1965, Anneli Sauli desde 1965 a 1968, y Titta Karakorpi entre 1969 y 1983.

## Filmografía

### Largometrajes
- 1962 : Yö vai päivä (guion y dirección con Risto Jarva)
- 1964 : X-paroni (guion y dirección con Risto Jarva y Spede Pasasen)
- 1965 : Onnenpeli (guion con Risto Jarvan y Antti Peippo)
- 1967 : Työmiehen päiväkirja (guion con Risto Jarva)
- 1968 : Vihreä leski (guion y dirección)
- 1969 : Ruusujen aika (guion con Peter von Bagh y Risto Jarva)
- 1970 : Kesäkapina (guion y dirección)
- 1971 : Niilon oppivuodet (guion y dirección)
- 1975 : Jouluksi kotiin (guion y dirección)
- 1978 : Runoilija ja muusa (guion y dirección)
- 1981 : Pedon merkki (guion y dirección)
- 1982 : Ulvova mylläri (guion y dirección, basado en la novela de Arto Paasilinna)
- 1986 : Linna (guion y dirección)

### Cortometrajes
- 1961 : Työtä Ylioppilasteatterissa (guion)
- 1964 : Tampere, iloisen kesän kaupunki (guion y dirección)
- 1968 : Herr Sjöbergs sommardag I (guion y dirección)
- 1968 : Herr Sjöbergs sommardag II (guion y dirección)
- 1969 : Eläköön nuoruus! (guion y dirección 9)
- 1970 : Lapsen oikeudet (guion y dirección)
- 1973 : Kiireestä kantapäähän (guion y dirección)
- 1974 : Työsuojeluelokuva (guion y dirección)
- 1975 : Junamatka eli mitä elämältä voi odottaa (guion y dirección)
- 1976 : Liikennekaruselli (guion y dirección)
- 1978 : Eräänä kesäiltana (guion y dirección)
- 1979 : Alkoholi ja työyhteisö (guion y dirección)
- 1979 : TUL 60 vuotta (guion y dirección)

### Televisión
- 1993 : Nitroliiga (guion y dirección )
- 1995 : Maapallon ulkopuolinen olento (guion y dirección)
- 1998 : Kaapin salat (guion y dirección)

### Actor
- 1955 : Sankarialokas
- 1956 : Tyttö lähtee kasarmiin
- 1958 : Mies tältä tähdeltä
- 1958 : Pekka ja Pätkä Suezilla
- 1958 : Sotapojan heilat
- 1959 : Patarouva
- 1960 : Iloinen Linnanmäki
- 1961 : Rakas...
- 1962 : Yö vai päivä
- 1963 : Hopeaa rajan takaa
- 1964 : X-paroni
- 1965 : Onnenpeli
- 1966 : Kaupungissa on tulevaisuus
- 1967 : Työmiehen päiväkirja
- 1968 : Rottasota
- 1969 : Ystävykset
- 1970 : Kesäkapina
- 1971 : Niilon oppivuodet
- 1978 : Runoilija ja muusa
- 1980 : Vanha! – Ihmisiä, vuosia, elämää vanhalla ylioppilastalolla
- 1982 : Ulvova mylläri
- 1986 : Linna
- 1986 : Valkoinen kääpiö